# 福斯河

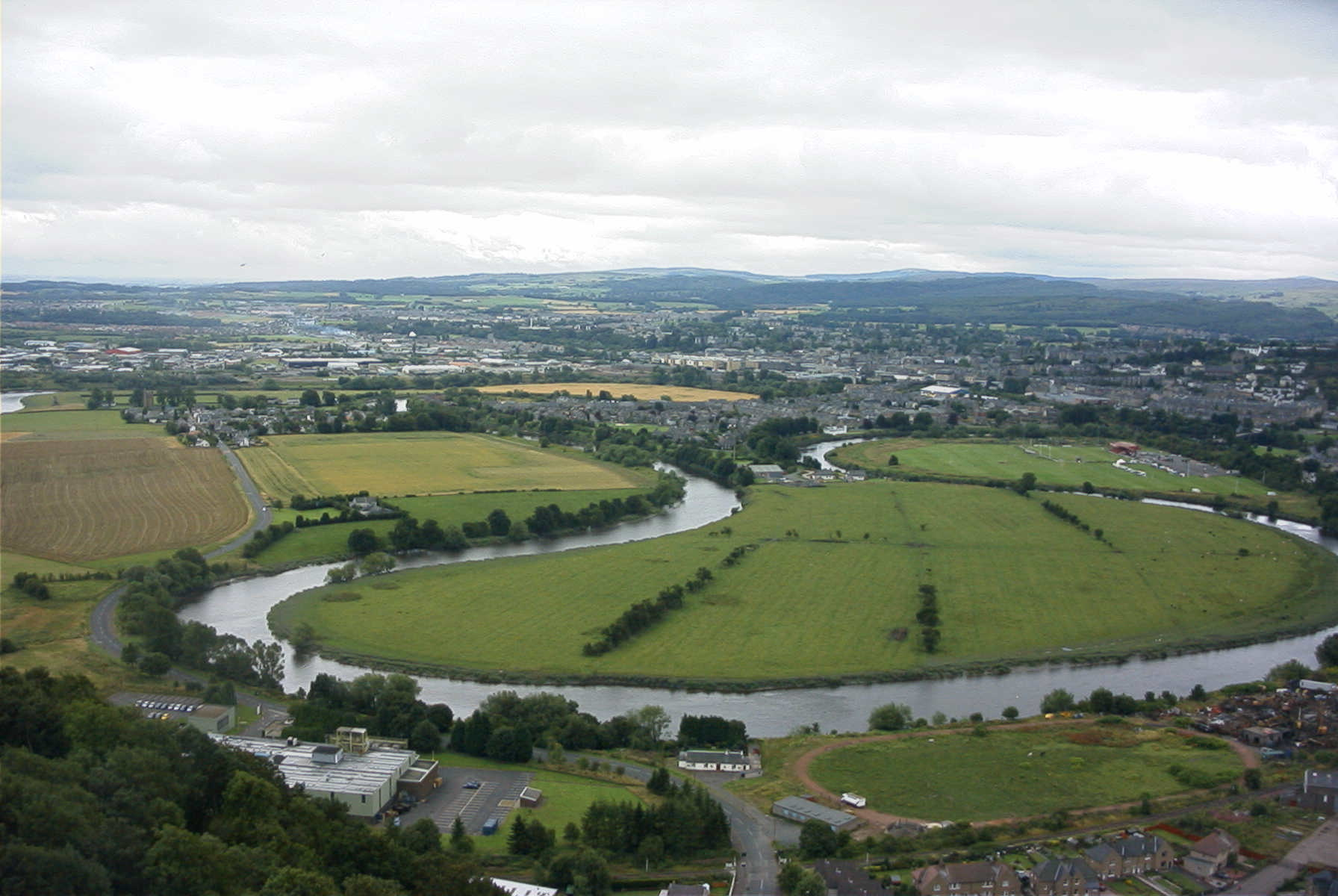
福斯河從華萊士紀念塔的景觀

福斯河（英語：River Forth，蘇格蘭盖尔语：Abhainn Dhubh，意为“黑河”），是英国苏格兰地区的主要河流之一。它发源于斯特灵郡的山区，东流约三十公里后经过斯特灵市区，继续向东至法夫郡金卡丁镇后，形成福斯湾（Firth of Forth），最后注入北海 。
福斯湾南岸是苏格兰首府爱丁堡，福斯河流域也是苏格兰重要的人口聚居区。共有三座大桥跨河（湾）而建，分别是金卡丁桥、福斯公路桥和福斯桥，是苏格兰东侧交通的枢纽地带。